# MacDonnell d'Antrim
Les MacDonnell d'Antrim, également connus comme les MacDonnell des  Glens, sont une lignée implantée en Irlande du Nord dans les Glens d'Antrim (Province d'Ulster) issue du clan écossais des MacDonald. C'est une branche du sept des MacDonald de Dunnyweg, devenue totalement indépendante en 1558 lorsque Sorley Boy MacDonnell obtient la reconnaissance de sa souveraineté sur les  territoires irlandais de  James MacDonald, 6e chef du Clan MacDonald de Dunnyveg. Les MacDonnells, établis en Irlande du nord au XVe siècle, en ont chassé leurs anciens alliés, les McQuillan et leur ont succédé à la tête de la côte d'Antrim connue comme la seigneurie de La Route après la prise du château de Dunluce. Devenus Comtes puis Marquis d'Antrim au XVIIe siècle, établis au château de Glenarm, ils ont joué un rôle majeur en Irlande à cette période.
La lignée existe toujours dans la noblesse irlandaise, Alexandre MacDonnell étant le 14e comte d'Antrim depuis 1977.

## Origine
Les MacDonnells d'Antrim descendent de John Mor Tanister, chef du Clan MacDonald de Dunnyveg. John Mor MacDonald était le second fils du Bon Jean Ier MacDonald, 6e chef du Clan Donald et Seigneur des Îles, issu de sa seconde union avec Marguerite Stuart, une fille du roi  Robert II d'Écosse au XVe siècle.
John Mor MacDonald épouse Margery Byset ou Bissett, la fille de Mac Eoin Bissett, seigneur des Glens d'Antrim. Bien que les MacDonnell un siècle et demi plus tard proclament que son héritage incluait la seigneurie elle-même, cette revendication est manifestement fausse car les Mac Eoin Bissett demeurent en sa possession jusqu'au début du XVIe siècle.
Cependant après la mort au combat du dernier des Mac Eoin Bisset en 1522 alors qu'il soutenait ses parents et alliés les O'Neill contre les O'Donnell. Les MacDonnell récemment implantés en Irlande semblent avoir commencé à s'emparer de la région en mettant en avant les droits à la seigneurie des Bissett qu'ils liaient à l'union précitée. Les MacDonnell continuèrent toutefois à posséder Dunnyvaig Castle sur l'île d' Islay et des territoires dans le Kintyre en Écosse.
Les MacDonnell d'Antrim ne devinrent une lignée totalement indépendante du Clan Donald de Dunnyveg qu'en 1558 lorsque, Sorley Boy MacDonnell obtient la souveraineté de son territoire irlandais de James MacDonald, 6e chef de Dunnyveg.

## XVesiècle

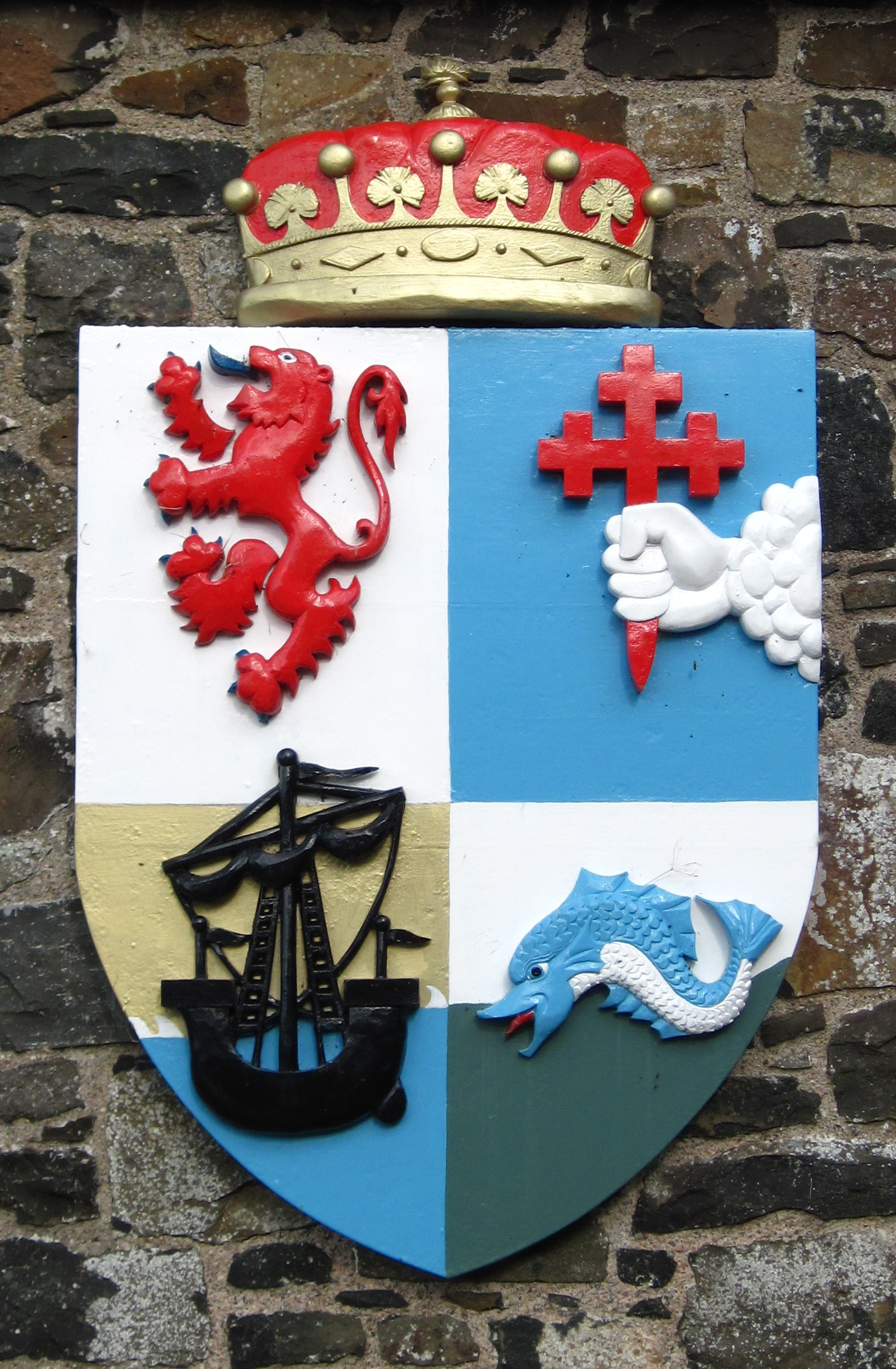
Blason des MacDonnell au château de Dunluce

John Mor est assassiné par James Campbell en 1427. Son fils Donald Balloch MacDonald ((† 1476) , le second chef, à la tête de son clan remporte d'abord la Bataille d'Inverlochy  en 1431. Il est un allié important de son cousin Alexandre II MacDonald, 3e Seigneur des Îles et 8e chef du Clan Donald. Les MacDonald avec l'appui du Clan Cameron combattent les forces royales du comte de Mar qui de son côté était allié avec le Clan MacKintosh.
En 1499 le 3e Chef, Sir John Mor, son héritier John Cathanach et trois de ses petits-fils sont capturés grâce à une trahison du Macdonald of Ardnamurchan et exécutés à Édimbourg pour trahison. Un autre fils de John Cathanach , Alexandre Carrach († 1538), 5e Chef réussit à se réfugier en Irlande. MacIian d'Ardnamurchan, qui avait également trahi Alexandre MacDonald de Lochalsh, est lui-même tué en 1518 par ceux qu'il avait trahi.

## XVIesiècle

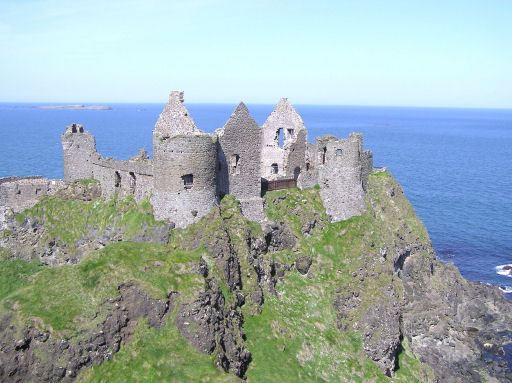
Château de Dunluce

C'est au XVIe siècle qu'apparaît la branche indépendante des MacDonnell d'Antrim. Déjà possessionnés sur la côte et alliés par mariage aux Mac Eoin Bissett, les MacDonnell de Dunnyveg apparaissent comme le nouveau clan émergent dans les années 1520, étendant leur possession et dominant les Glens d'Antrim après la mort du dernier Mac Eoin Bisset sous la férule d'Alastair Carrach MacDonnell. Ils apparaissent comme alliés des McQuillan et des MacSweeney localement et à une autre échelle des puissants O'Donnell du Donegal dans les guerres du clan en Irlande du nord. Les O'Donnell, en lutte pour l'hégémonie avec les O'Neill dans le Nord, ont employé des mercenaires écossais (les gallowglasses), notamment des hommes du Clan MacDonald de Dunnyveg depuis le XVe siècle.
En 1542, un retournement d'alliance des McQuillan conduit à un massacre des MacSweeney près du château de Dunluce par les MacDonnell puis à une intervention des O'Donnell à qui les MacDonnell et les McQuillan font soumission.
À la mort du chef de clan Alexandre Carrach MacDonnell, son fils James devient le 6e chef du Clan MacDonald de Dunnyveg et d'Antrim et seigneur titulaire des Îles. Il règne sur le territoire écossais du clan et les Glens d'Antrim tandis que son jeune frère, Colla, cherche à agrandir ses possessions sur la côte et convoite celles des McQuillan pourtant alliés et dont il a épousé la fille, Évelyne. Une expédition anglaise de 1551 rapporte que les MacDonnell sont alors déjà bien ancrés dans le territoire des McQuillan. Une nouvelle expédition en 1556 confirme leurs avancées tandis qu'en 1557, une dernière rapporte que les McQuillan ont été chassés de leur seigneurie de La Route et de leur château de Dunluce par les MacDonnell. C'est donc probablement en 1557 que Coll MacDonnell s'est emparé du château de Dunluce.
Après la mort en 1565 de James MacDonald, le territoire des Glens d'Antrim est saisi par l'un de ses jeunes frères, Sorley Boy MacDonnell (Somhairle Buidh :i.e: Somhairle aux cheveux jaunes). En 1565, Sorley Boy MacDonnell et le Clan MacDonnell d'Antrim et de Dunnyveg combattent en Irlande lors de la Bataille de Glentasie contre Shane O' Neill. Alaster, le fils aîné de Sorley Boy est tué dans un combat en 1585, et sa tête coupée est plantée sur un pieux à Dublin

## XVIIesiècle

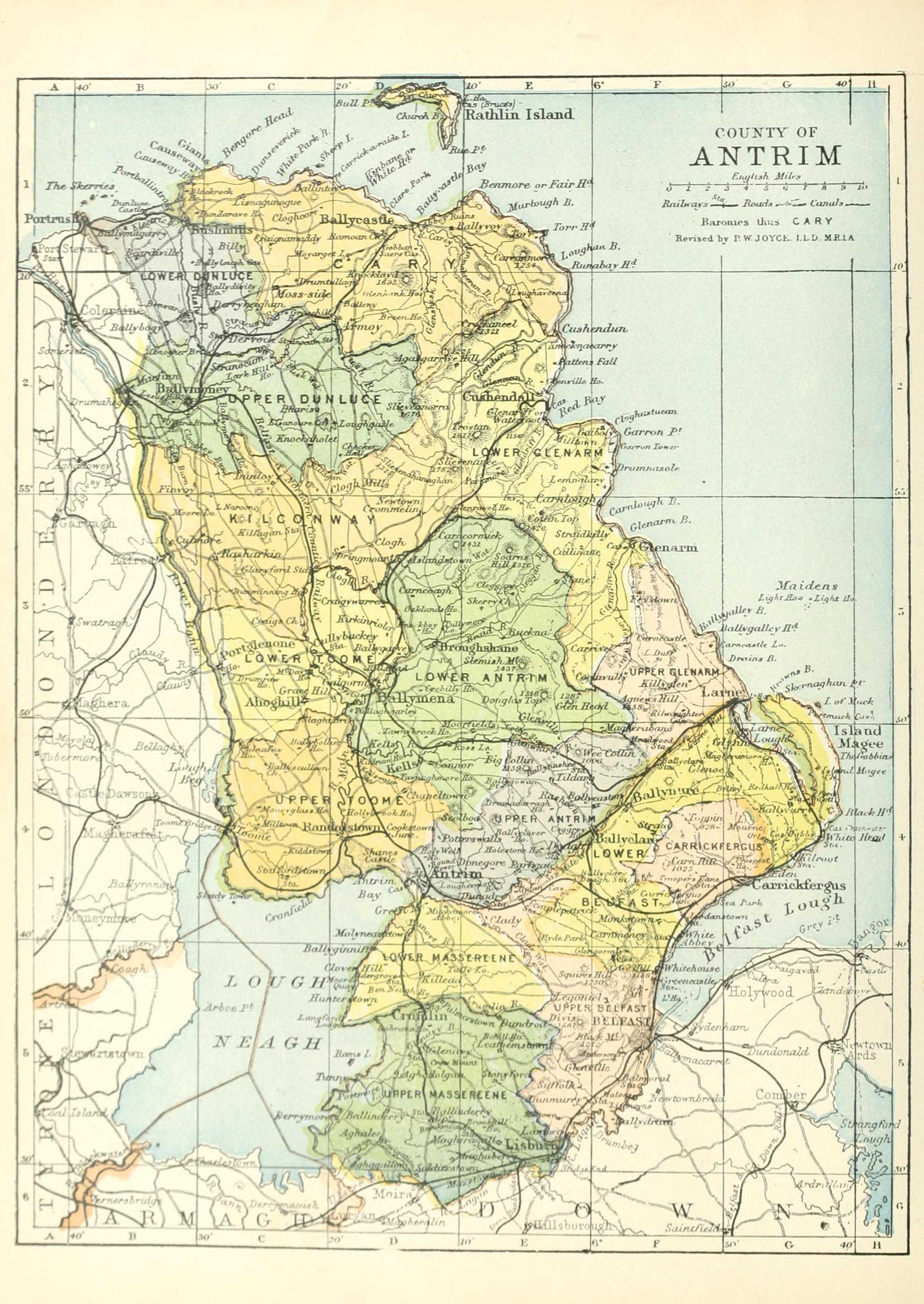
Ancienne carte des baronnies du comté d'Antrim

Randal Arranach Mac Sorley quatrième fils et héritier de Sorley Boy reçoit le titre de Comte d'Antrim en décembre 1620. Son fils Randal mort sans héritier en 1683 sera titré 1er Marquis d'Antrim en 1645.
Depuis l'origine, la principale résidence des comtes d'Antrim se trouve dans le château de Glenarm. Ils possédaient également le château de Dunluce, leur principale forteresse sur la côte nord.

## Liste des chefs du clan MacDonnell d'Antrim
- 1539-1558 : Colla MacDonnell, fils d'Alexandre Carrach († 1558) ;
- 1558-1590 : Sorley Boy, son frère ;
- 1590-1636 : Randal Arranach Mac Sorley Boy, 1er Comte d'Antrim;
- 1636-1683 : Randal Óg, son fils 2e comte puis 1er marquis d'Antrim ;
- 1683-1699 : Alexandre son frère, 3e comte ;
- 1699-1721 : Randal son fils, 4e comte ;
- 1721-1775 : Alexandre son fils, 5e comte ;
- 1775-1791 : Randal William, son fils, 6e comte, titré 2e marquis d'Antrim (1789-1791) ;
- 1791-1834 : Anne Catherine, sa fille, 7e comtesse ;
- 1834-1835 : Charlotte († 1835), 8e comtesse, sa sœur épouse Mark-Robert Kerr (1776 -† 1840) ;
- 1835-1855 : Hugh Seymour 9e comte, leur fils ;
- 1855-1869 : Mark son frère, 10e comte (1814 - † 1869) ;
- 1869-1918 : William Randal 11e comte, son fils († 1918) ;
- 1918-1932 : Randal 12e comte († 1932), son fils ;
- 1932-1977 : Randal 13e comte ;
- 1977- : Alexandre 14e comte d'Antrim

### Source
- (en) Cet article est partiellement ou en totalité issu de l’article de Wikipédia en anglais intitulé « MacDonnell of Antrim » (voir la liste des auteurs), édition du 9 juin 2012.